# 1916 v letectví

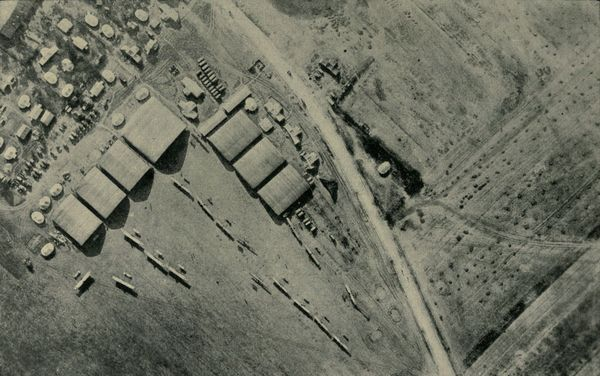
Letiště ve Verdunu

Tento článek obsahuje seznam událostí souvisejících s letectvím, které proběhly roku 1916.

## Události

### Březen
- 18. března – Ernst Udet dosahuje svého prvního sestřelu

### Červen
- 18. června – První německé letecké eso Max Immelmann je zabit v leteckém souboji s FE.2b z 25. perutě RFC, což je symbolický konec období známého jako Fokker Scourge. Immelmann celkem dosáhl 15 sestřelů.

### Srpen
- 6. srpna – René Fonck dosahuje svého prvního uznaného vítězství

### Září
- 17. září – Manfred von Richthofen dosahuje svého prvního vítězství. Létá na letounu Albatros D.II.

### Říjen
- 28. října – Německé eso Oswald Boelcke je zabit při srážce letadel ve vzduchu.

## První lety
- Airco DH.3, prototyp britského dvoumotorového bombardéru
- Gotha G.III, německý dvoumotorový bombardér
- Gotha G.IV, německý dvoumotorový bombardér
- Vickers F.B.14

### Leden
- 18. ledna – Junkers J.1

### Únor
- Morane-Saulnier S, francouzský prototyp bombardéru
- Sopwith Pup, britský stíhací dvouplošník

### Březen
- Gotha G.II, německý dvoumotorový bombardér

### Duben
- SPAD S.VII, francouzský stíhací dvouplošník

### Květen
- Avro 523 Pike, britský dvouplošný víceúčelový letoun
- 28. května – Sopwith Triplane, britský stíhací trojplošník

### Červen
- Hanriot HD.1, francouzský stíhací dvouplošník
- 17. června – Royal Aircraft Factory R.E.8, britský dvoumístný průzkumný a bombardovací letoun

### Srpen
- Airco D.H.4, britský jednomotorový bombardér

### Září
- AEG G.IV, německý dvoumotorový bombardér
- 9. září – Bristol F.2 Fighter
- 18. září – Blériot 67

### Listopad
- 21. listopadu – Breguet 14, francouzský bombardér
- 22. listopadu – Royal Aircraft Factory S.E.5, britský stíhací letoun

### Prosinec
- Sopwith Camel, britský stíhací dvouplošník